# Ferrari 500 Mondial Pinin Farina Coupe
Ferrari 500 Mondial Pinin Farina Coupe — дорожный автомобиль, построенный в двух экземплярах компанией Ferrari для гонок на Тур де Франс 1954 года. Во время гонки автомобиль сошел с дистанции что позволило ему сохраниться до наших дней в первозданном виде. Автомобиль был куплен французским коллекционером и благополучно хранился в замке в течение нескольких десятилетий. В 2002 году его приобрел Джон Ширли и после незначительной работы он смог принять участие в 
конкурсе Pebble Beach Concours d'Elegance в 2012 году, где он смог завоевать трофей Gran Turismo.

## Описание
В течение нескольких лет после своего основания в 1947 году Ferrari разрабатывала и производила только шасси и двигатели для своих автомобилей, в то время как производство кузовов экстерьера передавалось на аутсорсинг другим Carrozzeria. 500 Mondial, выпущенный в 1953 году, является автомобилем той эпохи, а самым известным типом кузова модели является Barchetta, разработанная Pinin Farina, который также выпустил два специальных кузова купе для этой модели. Они назывались 500 Mondial Pinin Farina Coupe, построенные для участия в Тур де Франс 1954 года.
500 Mondial — это экстремальный спортивный автомобиль, как и многие Ferrari той эпохи, оснащенный расстроенным двигателем гоночного автомобиля F2, который доминировал на Гран-при 1952 и 1953 годов. «500» означает рабочий объем двигателя на цилиндр в легком 2,0-литровом рядном 4-цилиндровом двигателе DOHC, разработанном Аурелио Лампреди. Несмотря на то, что он расстроен, ему удается выжать 167,6 л.с. из всего 1985 куб. см. Силовая установка смонтирована в небольшой, легкой пространственной раме из стальных труб и соединена с усовершенствованным мостом де Диона.
Название Mondial примерно переводится как «Мир», и оно было дано автомобилю в честь победы в Гран-при Альберто Аскари. К сожалению, купе Pinin Farina не смог завершить автогонку Тур де Франс, но один из этих автомобилей до сих пор существует в своем первозданном первоначальном состоянии, ни разу не подвергаясь реставрации. В 2012 году он получил награду Gran Turismo Award на конкурсе элегантности в Пеббл-Бич.